# Caïque à ventre blanc
Pionites leucogaster
Espèce
Statut de conservation UICN

 EN A4cd : En danger
Statut CITES
Le Caïque à ventre blanc (Pionites leucogaster) est une espèce d'oiseaux appartenant à la famille des Psittacidae.

## Description
Le Caïque à ventre blanc est un oiseau qui mesure environ 23 cm de long, soit la même taille que le Caïque maïpouri, mais il paraît plus petit en raison de sa silhouette plus élancée. Il arbore une calotte orangée qui descend jusqu'au niveau des yeux et sur la nuque. Les joues, le cou et le dessous de la queue sont jaunes. La poitrine et le ventre sont blancs. Le dos et les ailes sont verts. Les culottes et le dessus de la queue sont verts ou jaunes selon les sous-espèces. Les cercles oculaires et le bec sont roses, les iris orange et les pattes grises.
Les juvéniles ont le bec gris, des marques brunâtre sur la tête et les couleurs générales plus pâles.

## Habitat naturel
Son habitat idéal est constitué par les forêts-galeries longeant les cours d'eau, mais il s'adapte également aux forêts secondaires caduques. Il se déplace en couples, en petits groupes familiaux ou en petites bandes qui aiment se poser sur les cimes des arbres les plus hauts.

## Nidification
Il nidifie très haut dans les cavités des arbres, jusqu'à 30 mètres du sol. La femelle dépose généralement deux œufs, couvés pendant vingt-trois jours. Les petits quittent le nid vers l'âge de huit semaines.

## Répartition
Son aire de répartition est située dans le sud du bassin du fleuve Amazone et comprend : le Brésil (entre le fleuve Amazone et le Mato Grosso), le nord -ouest du Pérou et de l'Équateur.

## Sous-espèces
Cet oiseau est représenté par trois sous-espèces :
- leucogaster du Brésil avec les cuisses et le dessus de la queue verts ;
- xanthomeria du Pérou, d'Équateur, de Bolivie et du Brésil avec les cuisses jaunes et le dessus de la queue vert ;
- xanthurus du nord-ouest du Brésil avec les cuisses et le dessus de la queue jaunes.

## Captivité
En captivité, le Caïque à ventre blanc est moins répandu que le Caïque à tête noire. Il y est toutefois présent et se reproduit dans des élevages spécialisés. Il est vendu à des particuliers comme animaux domestiques.